# سمكة المهرج الطماطم
سمكة المهرج الطماطم (الاسم العلمي: Amphiprion frenatus )، هو نوع من الأسماك يتبع جنس سمكة المهرج من فصيلة البوماسنتريدي. يستوطن المحيط الهادئ.

## معرض صور

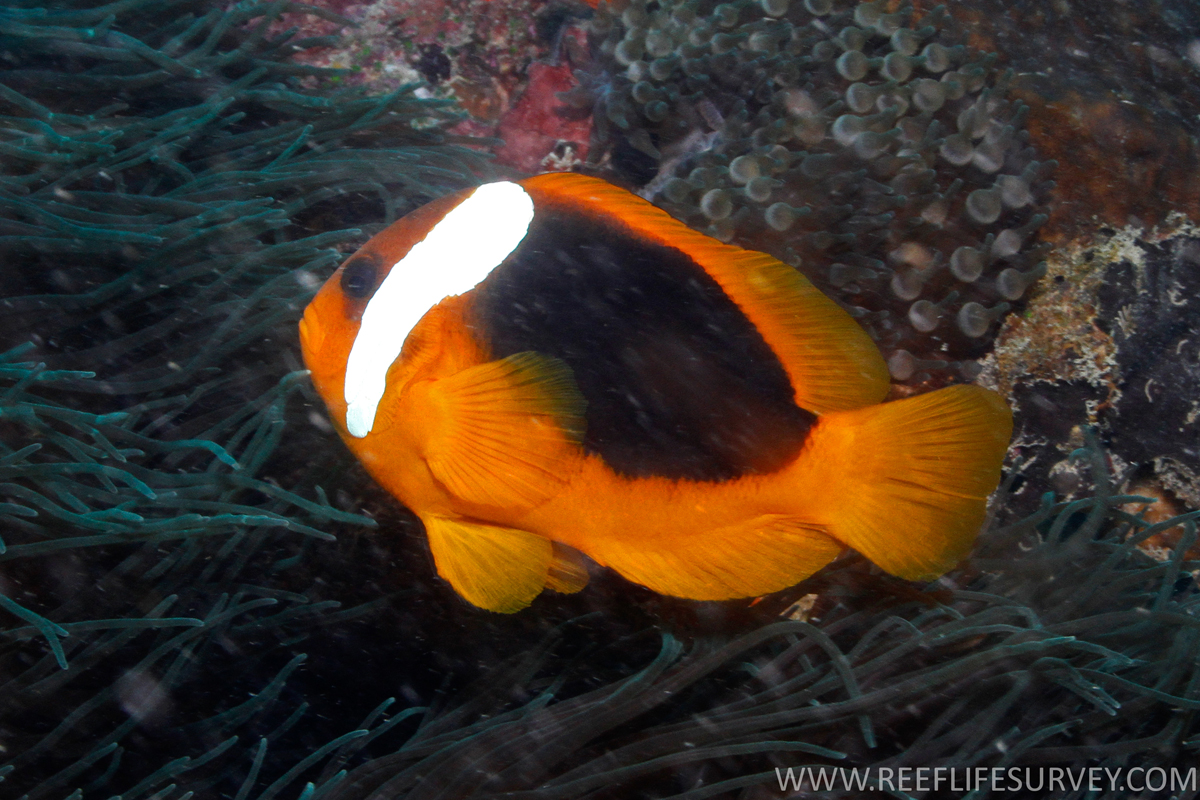
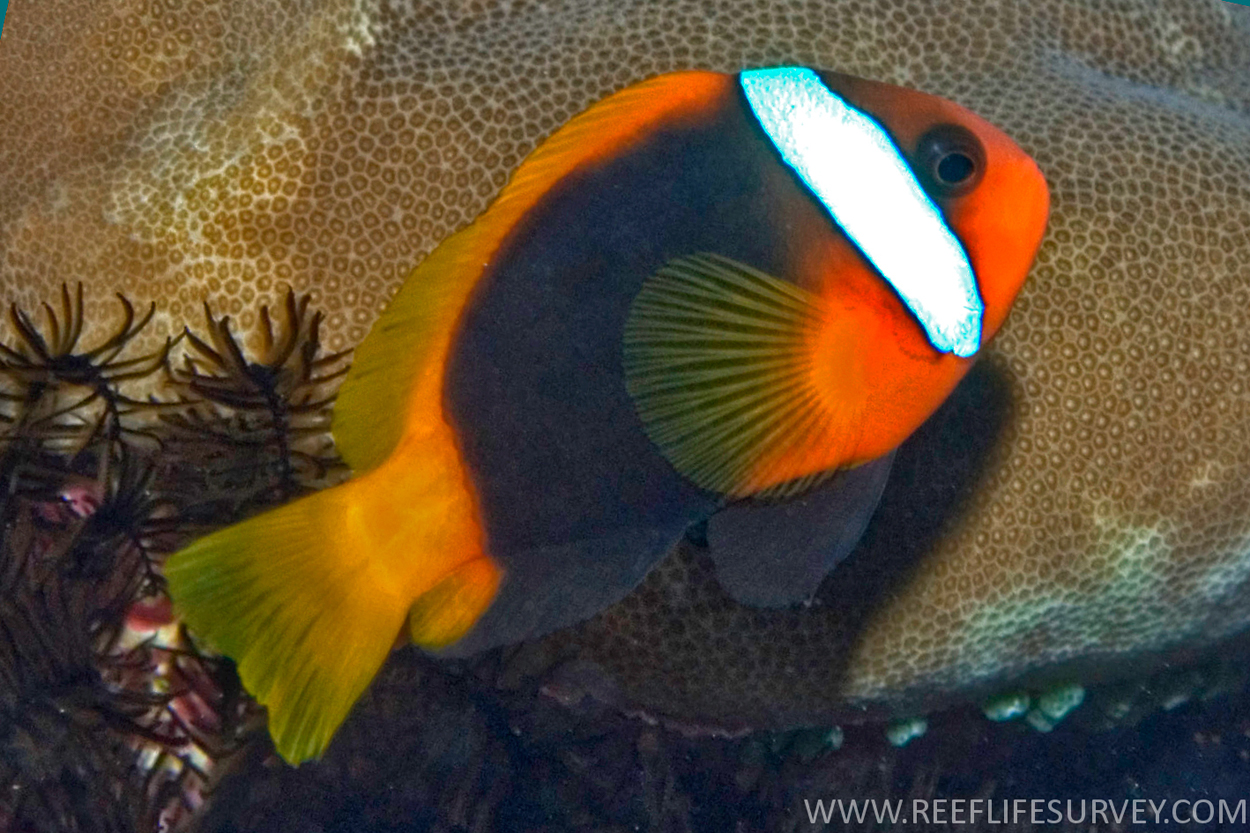
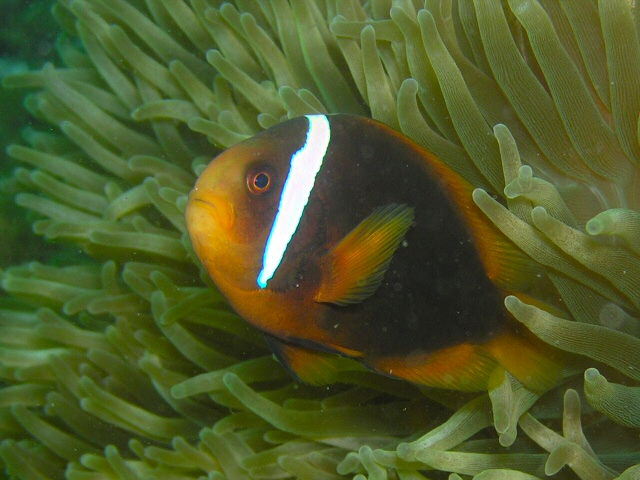